# Portero (cómic)
Portero (DeMarr Davis) es un superhéroe mutante ficticio que aparece en los cómics estadounidenses publicados por Marvel Comics.

## Historial de publicaciones
Creado por John Byrne, Portero apareció por primera vez en West Coast Avengers #46 en 1989.

## Biografía ficticia
Poco se sabe de la vida del Portero antes de que respondiera al anuncio de Sr. Immortal sobre el equipo de héroes que eventualmente se convertiría en los Vengadores de los Grandes Lagos. Sin embargo, se ha revelado que es un mutante y afroamericano.
Antes de unirse a los Vengadores de los Grandes Lagos, DeMarr Davis era un estadounidense promedio. En algún momento durante sus años en la universidad, la madre de DeMarr murió. Después de completar cuatro años de universidad y tres años de posgrado, DeMarr decidió responder al anuncio del periódico del Sr. Immortal pidiendo a "aventureros disfrazados" que trabajaran juntos y formaran un equipo. DeMarr, al ser un mutante con una capacidad de teletransportación única, puede permitir que sus compañeros de equipo entren a casi cualquier estructura. El fue miembro fundador de los Vengadores de los Grandes Lagos.
El fue visto por primera vez en público con el equipo por Hawkeye y Mockingbird, quienes luego aceptaron convertirse en sus mentores.Con el equipo, ayudó a Hawkeye y los Vengadores de la Costa Oeste contra "Eso que Perdura".Ellos también ayudaron a Mockingbird en una acción de retención contra Terminus.Después de ayudar a los Thunderbolts contra el villano Gravitón,el equipo se enfrentó al mercenario Deadpool.
Portero es, sin embargo, el más cínico de los Vengadores de los Grandes Lagos, compara constantemente al equipo con Los Vengadores reales, generalmente en momentos inapropiados y, a veces, se siente avergonzado por sus amigos. No obstante, DeMarr se preocupa profundamente por ellos y valora a todos y cada uno de los miembros del equipo.

### GLA: Misassembled
Durante la miniserie de GLA, el equipo se enfrentó a Maelstrom, que intentaba destruir el universo. Después de la muerte de Dinah Soar,Sr. Immortal sufre un ataque de nervios que lleva a  Hombre Plano y Portero a buscar nuevos miembros. Ellos fueron a la ciudad de Nueva York, donde no lograron reclutar a varios héroes. Mientras están en Central Park, ellos son salvados por Chica Ardilla y su compañero Monkey Joe de los atracadores. Ellos le ofrecen reclutarla en el equipo y ella acepta. Más tarde, escuchan una alarma en una fábrica cercana y se encuentran con Saltamontes, que estaba luchando contra Batroc el saltador y sus secuaces. Durante la batalla, Hombre Plano se ofrece a reclutarlo y Saltamontes acepta rápidamente, solo para ser asesinado instantáneamente por Zaran, uno de los secuaces de Batroc, quien lanzó un sai que atravesó a Portero y aterrizó sobre su cabeza.DeMarr siente que es su culpa que Saltamontes muriera y por lo tanto se hundiera en una ligera depresión. Durante este tiempo, él también trató de asustar a Chica Ardilla fuera del equipo, porque temía que ella también muriera mientras estaba al servicio del GLA, pero luego se disculpa con ella.
Durante la batalla final, Portero muere y se sacrifica para que el Sr. Immortal pueda detener a Maelstrom. En el más allá, conoció a los otros miembros fallecidos de GLA, incluido Grasshopper, quienes lo perdonaron. Portero, sin embargo, estaba intrigado por la ausencia de Hawkeye, hasta que Mockingbird le dice que se convirtió en el nuevo Espadachín. Poco después, la entidad cósmica Oblivion lo convocó declarando que podría resultarle útil debido a su conexión con la Dimensión Fuerza Oscura, similar a Deathurge, que había sido capturado recientemente por Sr. Immortal. Por lo tanto, Portero reemplazó a Deathurge y se convirtió en el nuevo ángel de la muerte de Oblivion. Tomando el lugar de Deathurge, Portero llevó a Maelstrom al más allá, después de que el Sr. Immortal lo engañara para que se suicidara y pudiera regresar al GLA. Como sirviente de Oblivion, puede convocar esquís para volar y es intangible. Portero sigue siendo miembro de GLA. Después de ayudar a sus amigos a salvar el universo de Maelstrom, comprende la importancia del equipo y siente un nuevo respeto por ellos. Después de recibir una citación de los Vengadores reales y descubrir que todos eran mutantes, el equipo decidió cambiar su nombre a X-Men de los Grandes Lagos, con nuevos disfraces.

### GLX-Mas Special
Durante el GLX-Mas Special, el equipo se enfrentó al Dr. Tannenbaum, quien había lanzado un ejército de árboles de Navidad vivos sobre los ciudadanos de Wisconsin. Más tarde, Doorman informó al equipo que tenía que ir a visitar a su padre. Al llegar a la casa de su padre, su padre rápidamente se quejó de que DeMarr estaba desperdiciando su vida y necesitaba unirse al mundo real. Le dijo a su hijo que tenía "poderes estúpidos" y que "todos los demás héroes tienen mejores poderes que tú". Al darse cuenta de que su propia felicidad era más importante que el respeto de su padre, DeMarr finalmente le admitió la verdad a su padre: que había muerto y había regresado como un ángel de la muerte. No había regresado para visitar a su padre sino para recoger su alma, ya que se había caído del techo mientras colocaba las luces navideñas y murió. La revelación del nuevo papel de DeMarr en el universo complació enormemente a su padre, quien no podía esperar para alardear ante todos sus amigos en el cielo de que su hijo era el nuevo ángel de la muerte.

### Campeones de los Grandes Lagos
El equipo participó en un torneo benéfico de póquer de superhéroes organizado por Thing, donde Hombre Plano venció a su anfitrión en la ronda final. El estatus del Hombre Plano como campeón inspiró al equipo a cambiar el nombre de Campeones de los Grandes Lagos, después de que miembros de los equipos presentes en el torneo lo disuadieran de afiliarse tanto a los X-Men como a Los Defensores, ignorando las protestas del ex Campeón de Los Ángeles, Hércules.

### Guerra Civil/La Iniciativa
Todos los Campeones de los Grandes Lagos se han registrado con el gobierno de los Estados Unidos como lo exige la Ley de Registro de Superhumanos, como se reveló cuando Deadpool intentó por error detenerlos por violar la Ley, solo para ser derrotado e informado que ya se habían registrado.
DeMarr ha sido identificado como uno de los 142 superhéroes registrados que aparecen en la portada del cómic Avengers: The Initiative #1.
Portero y sus compañeros de equipo se convirtieron en el grupo de Iniciativa a cargo de Wisconsin, llamándose a sí mismos Iniciativa de los Grandes Lagos. Se les dio una misión de rescate para salvar a  Dionysus después de que cayera del Monte Olimpo y fuera capturado por A.I.M., quien planeaba usar sus poderes para causar inestabilidad mental a todos los superhéroes que consideran una amenaza. Durante la tarea, Deadpool tiende una emboscada al Sr. Immortal y Hombre Plano. Hombre Plano lo reclutó como miembro de reserva del equipo, pero el mercenario finalmente se quedó más allá de su bienvenida. Después de muchos intentos fallidos, Deadpool es expulsado del grupo por Chica Ardilla.

### Invasión Secreta
Durante la historia de Invasión secreta, el equipo se enfrentó a un Skrull disfrazado de Saltamontes, con la ayuda de Gravedad y Catwalk.Más tarde parecieron darle la bienvenida a Gravedad como líder del equipo, después de que él fuera transferido a Wisconsin por Norman Osborn.

### Fear Itself
Durante la historia de Fear Itself, el equipo se enfrenta al Hombre Asbestos, quien se aprovecha del miedo y el caos que está sucediendo. Ninguno del grupo realmente desea tocar al hombre debido a la toxicidad de su traje. El Sr. Inmortal lo convence para que se rinda a cambio de ser recordado por los demás.

### Vengadores de los Grandes Lagos (serie 2016)
En la serie en curso The Great Lakes Avengers, se revela que el equipo se había disuelto y tomado caminos separados. Durante ese tiempo, Portero continuó con su papel de ángel de la muerte. Luego él se encuentra con Hombre Plano y  Gran Bertha en un restaurante local, después de que le informaran que el GLA ha sido restablecido como una adición permanente a los Vengadores. Ellos se mudan a Detroit, Míchigan, donde conocen a una chica llamada Pansy en su nueva sede, una fábrica propiedad de Tony Stark.Luego, el equipo va a un bar local para intentar convencer al propietario de que baje el volumen de la música. El propietario, Nain Rogue, se niega y comienza a insultarlos, particularmente al Sr. Inmortal y a Gran Bertha. Al ser arrestado después de pelearse, Doorman escapa y encuentra al Sr. Inmortal dentro de un ataúd. Luego lo trae de regreso a la superficie y lo convence de ayudar a los demás. Después de que Connie Ferrari saca a los otros Vengadores de los Grandes Lagos de la estación de policía, Portero estuvo presente cuando la Diosa Silva fue agregada a los Vengadores de los Grandes Lagos, donde toma el nombre de Good Boy.Después de que el equipo descubre que Dick Snerd los cerró, Sr. Immortal regresa y lleva al Hombre Plano a patrullar, mientras Bertha, Portero y Good Boy van al bar de Nain Rogue para encontrar pistas. Al entrar al bar, Portero es arrastrado a la Dimensión de la Fuerza Oscura, donde Oblivion exige enojado una explicación por su ausencia.Portero luego regresa a trabajar cuando recibe un mensaje de texto de Bertha, quien resultó herida mientras peleaba contra el Dr. Nob y su escuadrón.Durante la batalla, el Dr. Nod toma más suplementos para bajar de peso, volviéndose mucho más grande y monstruoso. Por sugerencia del Sr. Immortal, el equipo realiza una maniobra que hace que Portero y el Sr. Immortal entren al cuerpo del Dr. Nod, donde el Sr. Immortal logra matarlo golpeándole el corazón. Después de su victoria, Deadpool visita al equipo y les dice que han sido despedidos y que ya no pueden usar el nombre de los Vengadores, lo que los deja confundidos.

## Poderes y habilidades
Portero tiene la capacidad de teletransportar personas u objetos a través de materia sólida con su propio cuerpo que sirve como una especie de portal. Sus poderes mutantes operan aprovechando la Dimensión Fuerza oscura. Originalmente, su apariencia completamente negra era un traje de material aparentemente convencional con oculares blancos en la máscara como contraste. Sin embargo, desde que se convirtió en sirviente de Oblivion, su "cuerpo" parece ser una forma asumida en lugar de un simple disfraz y puede transformarse en él a voluntad. Como Ángel de la Muerte, posee mediumnidad, construcciones de Fuerza oscura, vuelo a la velocidad de la luz y durabilidad sobrenatural.
DeMarr tuvo algún entrenamiento de combate sin armas y es un jugador de cartas experimentado.

## Apariencia
Después de morir y ser resucitado por Oblivion para convertirse en su nuevo "ángel de la muerte", la apariencia de Portero ha cambiado ya que ahora posee guantes blancos, botas, una capa y esquís: las marcas registradas de su predecesor, Deathurge. De hecho, la única diferencia en apariencia con Deathurge son los "ojos" blancos que alguna vez fueron los oculares de su disfraz original.